# Freedom’s Watch
Freedom’s Watch war eine 2007 gegründete gemeinnützige Lobbyorganisation in den Vereinigten Staaten, die sich für den Standpunkt von Präsident George W. Bush im Krieg gegen den Terror sowie allgemein für republikanische Politiker und Positionen aussprach. Sie wurde von ehemaligen Mitarbeitern der Bush-Regierung geleitet und finanziell unterstützt. Zum Ende des Jahres 2008 stellte sie ihre Tätigkeit wieder ein.
Freedom’s Watch wurde anfänglich mit 15 Millionen US-Dollar ausgestattet. Zu den Unterstützern wurden einige von Präsident Bush ernannte ehemalige Botschafter gezählt, darunter Anthony H. Gioia (Malta), Kevin Moley (UN in Genf), Mel Sembler (Italien) und Howard H. Leach (Frankreich). Zusätzlich wurde die Organisation von John Templeton, Ed Snider, Ari Fleischer (ehemaliger Pressesprecher der Bush-Regierung), Gary Erlbaum und Matt Brooks unterstützt. Weitere Spender waren Sheldon Adelson und Richard Fox.